# جورجیا شوایتزر
جورجیا شوایتزر (انگلیسی: Georgia Schweitzer؛ زادهٔ ۳۱ ژانویهٔ ۱۹۷۹) بازیکن بسکتبال، و سرمربی (بسکتبال) اهل ایالات متحده آمریکا است.